# Elodina sota
Elodina sota är en fjärilsart som beskrevs av John Nevill Eliot 1956. Elodina sota ingår i släktet Elodina och familjen vitfjärilar. Inga underarter finns listade i Catalogue of Life.